# مپل والی، شهرستان مونتکلم، میشیگان
مپل والی (به انگلیسی: Maple Valley Township) یک منطقهٔ مسکونی در ایالات متحده آمریکا است که در شهرستان مونتکالم، میشیگان واقع شده‌است.
 مپل والی ۹۳٫۶ کیلومتر مربع مساحت و ۲٬۰۸۳ نفر جمعیت دارد و ۲۷۹ متر بالاتر از سطح دریا واقع شده‌است.